# لوري فيرغسون
لوري فيرغسون (بالإنجليزية: Laurie Ferguson)‏ هو سياسي أسترالي، ولد في 7 يوليو 1952 بسيدني في أستراليا. حزبياً، نشط في حزب العمال الأسترالي. وقد انتخب عضو مجلس النواب الأسترالي عن دائرة Division of Werriwa ‏ (21 أغسطس 2010 – 9 مايو 2016) وانتخب عضو الجمعية التشريعية نيو ساوث ويلز عن دائرة Electoral district of Granville ‏ (24 مارس 1984 – 16 فبراير 1990) وانتخب عضو مجلس النواب الأسترالي عن دائرة Division of Reid ‏ (24 مارس 1990 – 21 أغسطس 2010).

## النشأه والتعليم
نشأ لوري فيرغسون في جيلفورد ، وهو الابن الأكبر لماري إلين وجاك فيرغسون ، الذي كان نائب رئيس وزراء نيو ساوث ويلز 1976-84. كان شقيقه مارتن أيضًا نائبًا في البرلمان الفيدرالي. درس كلاهما في كلية سانت باتريك ، ستراثفيلد. كان شقيقه الأصغر ، أندرو ، السكرتير السابق لاتحاد البناء والغابات والطاقة (قسم البناء والإنشاءات) في نيو ساوث ويلز.
تلقى فيرغسون تعليمه في جامعة سيدني وكان مسؤول أبحاث في اتحاد العمال المتنوعين الفيدرالي قبل دخول السياسة.